# Gabriel Constantino
Gabriel Oliveira Constantino (* 9. Februar 1995 in Rio de Janeiro) ist ein brasilianischer Hürdenläufer, der sich auf die 110-Meter-Distanz spezialisiert hat, zu Beginn seiner Karriere aber auch in anderen Disziplinen an den Start ging. 

## Sportliche Laufbahn
Erste Erfahrungen bei internationalen Meisterschaften sammelte Gabriel Constantino 2012 bei den Jugendsüdamerikameisterschaften in Mendoza, bei denen er im Weitsprung mit 7,35 m die Goldmedaille gewann. Zwei Jahre später schied er bei den Juniorenweltmeisterschaften in Eugene im 200-Meter-Lauf mit 21,37 s in der ersten Runde aus und erreichte über 110 m Hürden das Halbfinale, in dem er mit 13,93 s ausschied. 2016 siegte er bei den U23-Südamerikameisterschaften in Lima in 14,10 s im 110-Meter-Hürdenlauf sowie in 39,86 s auch mit der brasilianischen 4-mal-100-Meter-Staffel. Zudem sicherte er sich über 200 Meter in 21,42 s die Bronzemedaille. Anschließend belegte er bei den Ibero-Amerikanischen Meisterschaften in Rio de Janeiro in 13,87 s den fünften Platz. Im Jahr darauf nahm er erstmals an der Sommer-Universiade in Taipeh teil, gelangte dort im Hürdensprint bis in das Finale, wurde dort aber disqualifiziert. Zudem schied er im 100-Meter-Lauf mit 10,74 s im Viertelfinale aus und schied mit der Staffel mit 39,80 s im Vorlauf aus. Bei den Leichtathletik-Hallenweltmeisterschaften 2018 in Birmingham belegte er in 7,71 s den sechsten Platz im 60-Meter-Hürdenlauf, ehe er am 19. Juni in Montreuil mit 13,23 s einen neuen Südamerikarekord im 110-Meter-Hürdenlauf aufstellte und damit den bisherigen Rekordhalter Paulo Villar aus Kolumbien ablöste. Anschließend siegte er bei den Ibero-Amerikanischen Meisterschaften in Trujillo in 13,61 s im Hürdensprint sowie in 38,78 s auch in der 4-mal-100-Meter-Staffel.
2019 siegte er bei den Südamerikameisterschaften in Lima in 13,54 s im Hürdenlauf und sicherte sich mit der Staffel in 39,91 s die Silbermedaille hinter dem Team aus Venezuela. Anschließend verbesserte er den Südamerikarekord auf 13,18 s und siegte bei den Studentenweltspielen in Neapel in 13,22 s und erreichte mit der Staffel Rang sieben. Im August nahm er erstmals an den Panamerikanischen Spielen in Lima teil, wurde dort aber im Finale disqualifiziert. Anschließend folgte die Teilnahme an den Weltmeisterschaften in Doha, er wurde aber auch dort im Vorlauf disqualifiziert. Im Jahr darauf siegte er bei den erstmals ausgetragenen Hallensüdamerikameisterschaften in Cochabamba im 60-Meter-Hürdenlauf in 7,78 s. 2021 siegte er in 13,51 s bei der Hungarian GP Series Tatabánya und in 13,60 s bei Spitzen Leichtathletik. Anschließend erreichte er bei den Olympischen Spielen in Tokio das Halbfinale, in dem er mit 13,89 s ausschied. Im Jahr darauf gewann er bei den Hallensüdamerikameisterschaften in Cochabamba in 7,72 s die Silbermedaille über 60 m Hürden hinter seinem Landsmann Rafael Pereira und schied anschließend mit 7,74 s in der ersten Runde bei den Hallenweltmeisterschaften in Belgrad aus. Anfang Juni siegte er in 13,41 s beim Meeting International de Montreuil und wurde anschließend bei den Weltmeisterschaften in Eugene in der ersten Runde disqualifiziert. Im Oktober nahm er an den Südamerikaspielen in Asunción teil und gewann dort in 14,00 s die Bronzemedaille hinter seinem Landsmann Eduardo de Deus und Fanor Escobar aus Kolumbien.
2023 schied er bei den Weltmeisterschaften in Budapest mit 13,58 s in der ersten Runde über 110 m Hürden aus.
2018 wurde Constantino brasilianischer Meister im 110-Meter-Hürdenlauf sowie in der 4-mal-100- und 4-mal-400-Meter-Staffel.

## Persönliche Bestzeiten
- 100 Meter: 10,28 s (+0,6 m/s), 8. Juli 2018 in Bragança Paulista
- 200 Meter: 20,21 s (+0,9 m/s), 28. April 2019 in Bragança Paulista
- 110 m Hürden: 13,18 s (+0,8 m/s), 9. Juli 2019 in Székesfehérvár
  - 60 m Hürden (Halle): 7,60 s, 17. Januar 2018 in São Caetano do Sul